# Josep Señé
Josep Señé Escudero (Barcellona, 10 dicembre 1991) è un calciatore spagnolo, centrocampista del Racing Ferrol.

## Caratteristiche tecniche
È un esterno destro.

## Statistiche

### Presenze e reti nei club
Statistiche aggiornate al 3 giugno 2017.
| Stagione           | Squadra            | Campionato         | Campionato | Campionato | Coppe nazionali | Coppe nazionali | Coppe nazionali | Coppe continentali | Coppe continentali | Coppe continentali | Altre coppe | Altre coppe | Altre coppe | Totale | Totale |
| Stagione           | Squadra            | Comp               | Pres       | Reti       | Comp            | Pres            | Reti            | Comp               | Pres               | Reti               | Comp        | Pres        | Reti        | Pres   | Reti   |
| ------------------ | ------------------ | ------------------ | ---------- | ---------- | --------------- | --------------- | --------------- | ------------------ | ------------------ | ------------------ | ----------- | ----------- | ----------- | ------ | ------ |
| 2012-2013          | Real Oviedo        | SB                 | 18         | 2          | CR              | 0               | 0               |                    | -                  | -                  |             | -           | -           | 18     | 2      |
| 2013-2014          | Real Oviedo        | SB                 | 32         | 4          | CR              | 1               | 0               |                    | -                  | -                  |             | -           | -           | 33     | 4      |
| 2014-gen. 2015     | Real Oviedo        | SB                 | 13         | 3          | CR              | 3               | 0               |                    | -                  | -                  |             | -           | -           | 16     | 3      |
| Totale Real Oviedo | Totale Real Oviedo | Totale Real Oviedo | 63         | 9          |                 | 4               | 0               |                    | -                  | -                  |             | -           | -           | 67     | 9      |
| 2015-2016          | Celta Vigo         | PD                 | 8          | 0          | CR              | 5               | 0               |                    | -                  | -                  |             | -           | -           | 13     | 0      |
| 2016-2017          | Celta Vigo         | PD                 | 13         | 0          | CR              | 3               | 0               | UEL                | 3                  | 0                  |             | -           | -           | 19     | 0      |
| Totale Celta Vigo  | Totale Celta Vigo  | Totale Celta Vigo  | 21         | 0          |                 | 8               | 0               |                    | 3                  | 0                  |             | -           | -           | 32     | 0      |
| Totale carriera    | Totale carriera    | Totale carriera    | 84         | 9          |                 | 12              | 0               |                    | 3                  | 0                  |             | -           | -           | 99     | 9      |